# Ștefan Dimitrescu
Ștefan Dimitrescu, né le 18 janvier 1886 à Husi (Roumanie) et mort le 22 mai 1933 à Iasi (Roumanie), est un peintre et dessinateur post-impressionniste roumain.

## Biographie
Né dans une famille modeste, à Huși, il y effectue ses études primaires et secondaires. En 1903, décidant de suivre sa passion pour la musique, il part pour Iași, où il étudie le violoncelle au Conservatoire de la ville.
En 1903, Dimitrescu entre à l'École nationale des Beaux-Arts de la ville, où il étudie dans la même classe que Nicolae Tonitza ; tous deux étudient auprès de Gheorghe Popovici (en) et Emanoil Bardasare. Après l'obtention du diplôme, Dimitrescu réalise des peintures murales pour les églises orthodoxes d'Agăș et Asău (Comté de Bacau). Entre 1912 et 1913, il étudie à Paris, à l'Académie de la Grande Chaumière, période au cours de laquelle il se sent attiré par l'Impressionnisme.
Enrôlé dans l'Armée roumaine au début de la Campagne roumaine de la Première Guerre mondiale, Dimitrescu est profondément marqué par l'expérience, et il se met à peindre des pièces tragiques qui dénoncent la misère apportée par le conflit. Comme son ami Tonitza, il explore les thèmes sociaux, tels que les files d'attente et les effets des bombardements.
En 1917, avec les peintres Camil Ressu, Iosif Iser, Marius Bunescu et les sculpteurs Dimitrie Paciurea, Cornel Medrea, Ion Jalea et Oscar Han, il fonde l'association Art de la Roumanie dans leur refuge de Iași. En 1926, Dimitrescu, avec Oscar Han, Francisc Șirato et Nicolae Tonitza, fonde le Grupul celor patru (Le « Groupe des Quatre »).
Il devient professeur à l'École Nationale des Beaux-Arts de Iași en 1927, et, au cours de l'année suivante, est nommé directeur de l'école (un poste qu'il aura occupé jusqu'à sa mort). Vers la fin de sa vie, Dimitrescu élargit sa palette avec plus de couleurs sombres, tout en explorant des compositions dans lesquelles l'arrière-plan se voit dépouillé de détails et généralement à dominance de blanc.
Il meurt à Iași à l’âge de 47 ans et est inhumé au Cimetière  Eternitatea.

## Art
La plupart des peintures de Dimitrescu prennent leur inspiration principalement de la vie de gens simples, et surtout de paysans et de mineurs roumains ; elles tentent de dépeindre les traditions et le mode de vie roumains, en s'appuyant sur ses rencontres avec à la fois l'art byzantin et l'œuvre de Paul Cézanne.
Une partie de son œuvre (entre 1926 et 1933) est inspirée par ses voyages à Dobroudja, et est considérée comme la partie la plus accomplie de la synthèse entre son travail de dessinateur et son art en tant que peintre.
Plusieurs de ses œuvres sont exposées à Bârlad (Musée Vasile Pârvan), Bucarest (le Musée national d'Art de Roumanie et le Musée Zambaccian), Cluj-Napoca (Musée d'Art de Cluj) et dans des collections privées en dehors de la Roumanie (en Autriche, Belgique, France et Allemagne).

## Galerie

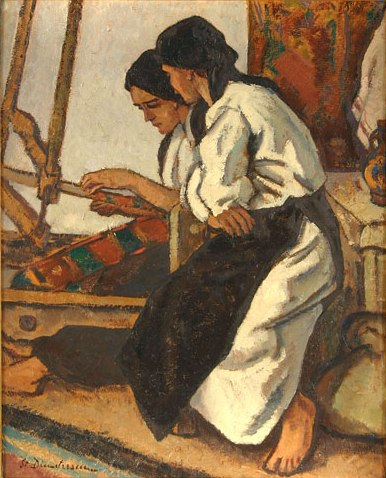
Paysannes au travail sur un métier à tisser
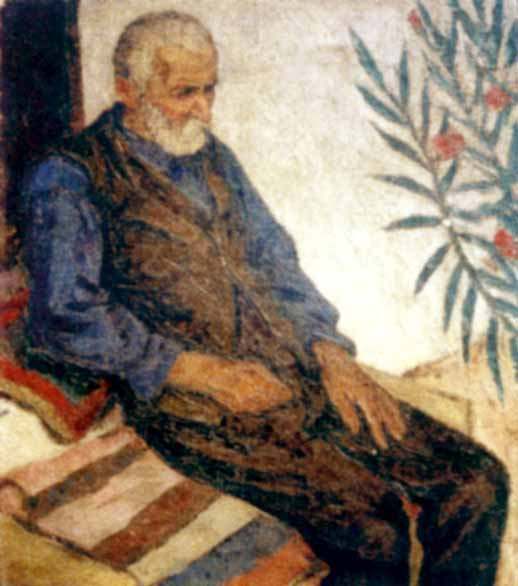
Grand-père
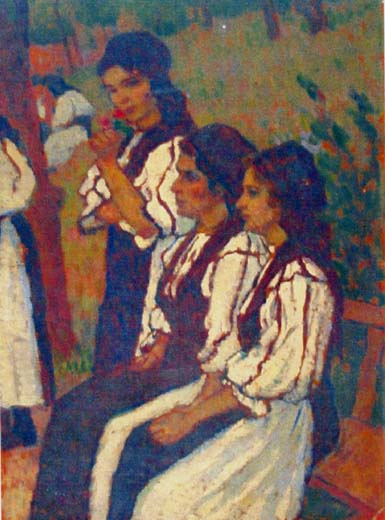
Paysannes de Sălişte
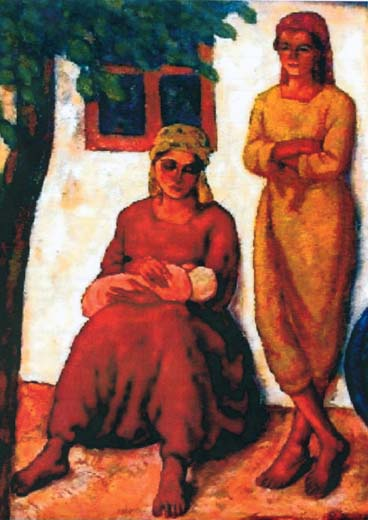
Les tsiganes de Dobroudja (1927)
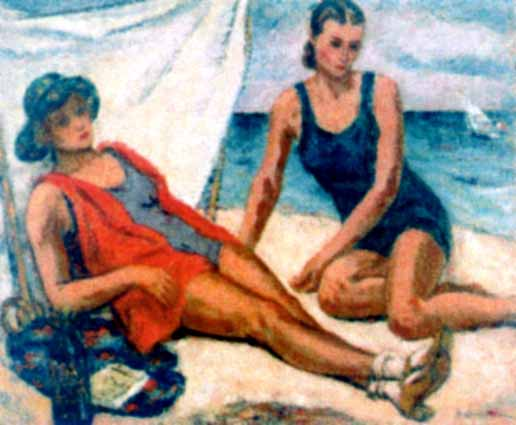
Femmes sur la plage
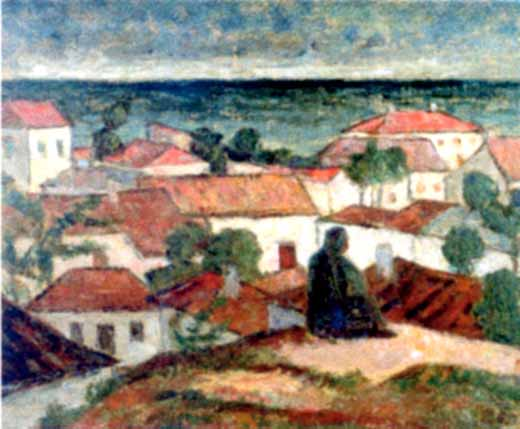
Paysage de Mangalia
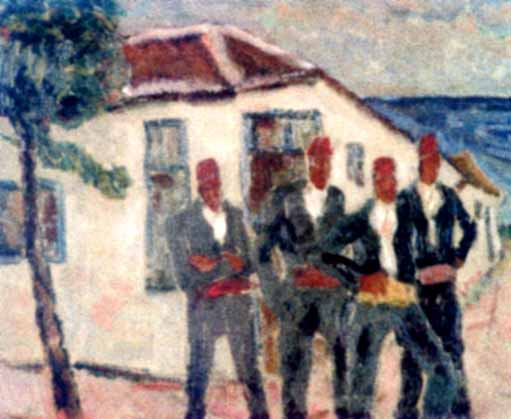
Turcs en Mangalia
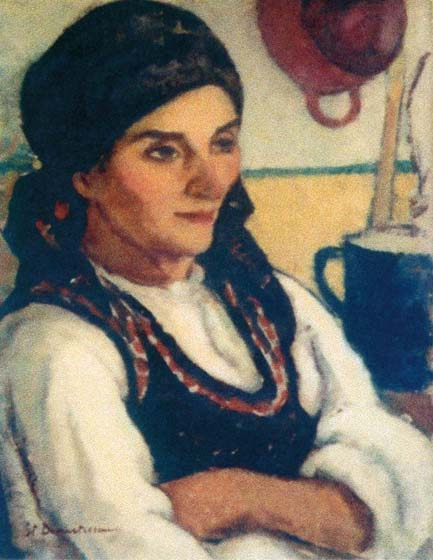
Cuisinier (1926)
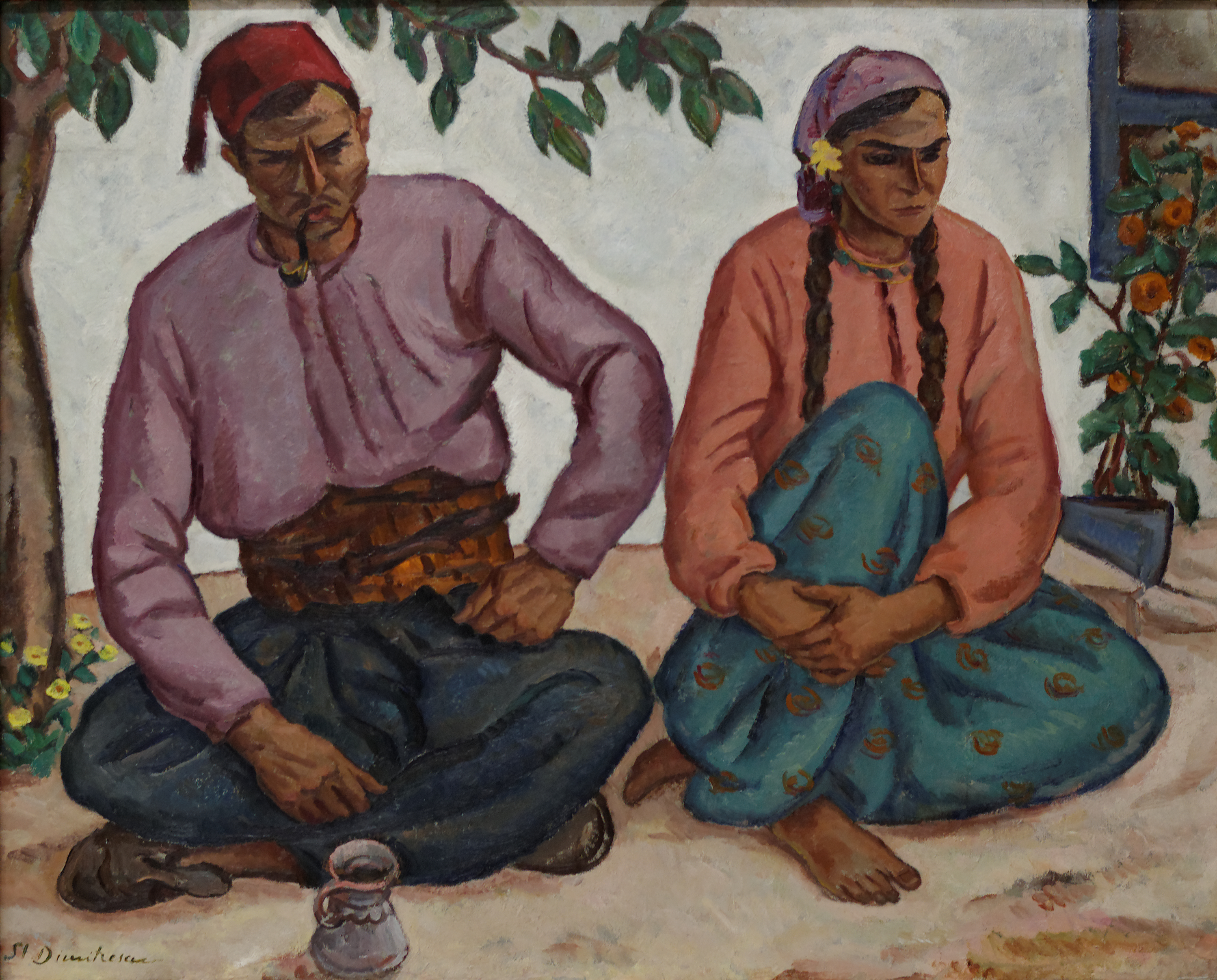
Tatars (1927-1932)
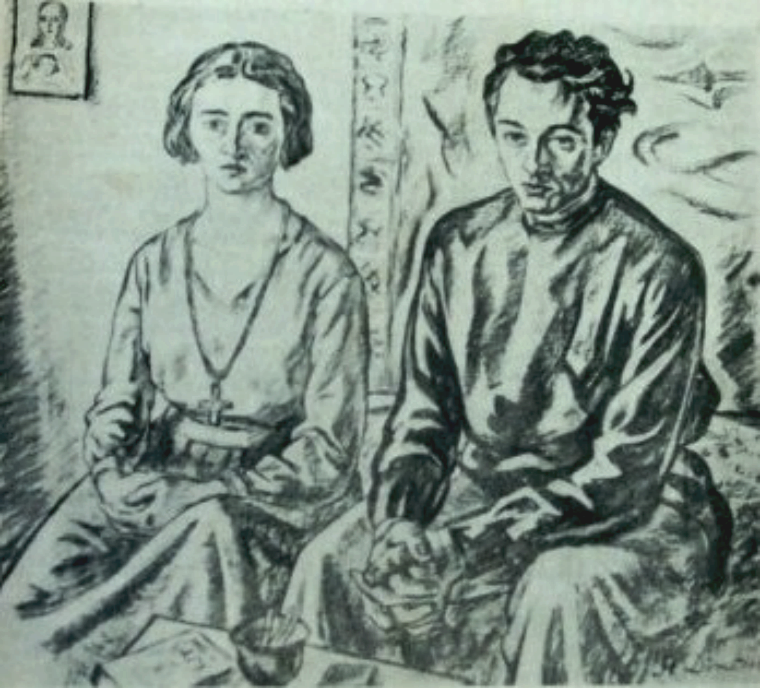
Ștefana et Ionel Teodoreanu en 1931
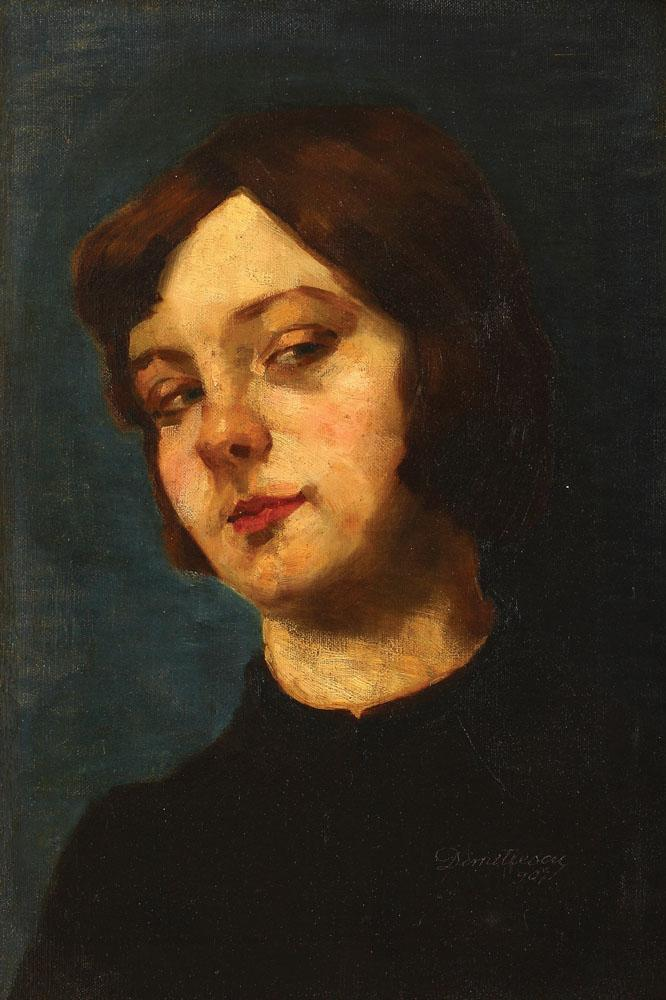
J'aurais voulu
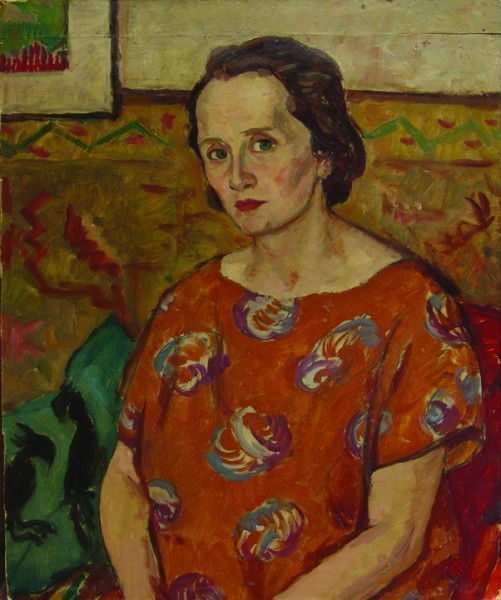
Jekaterina, épouse de Nicolae Tonitza
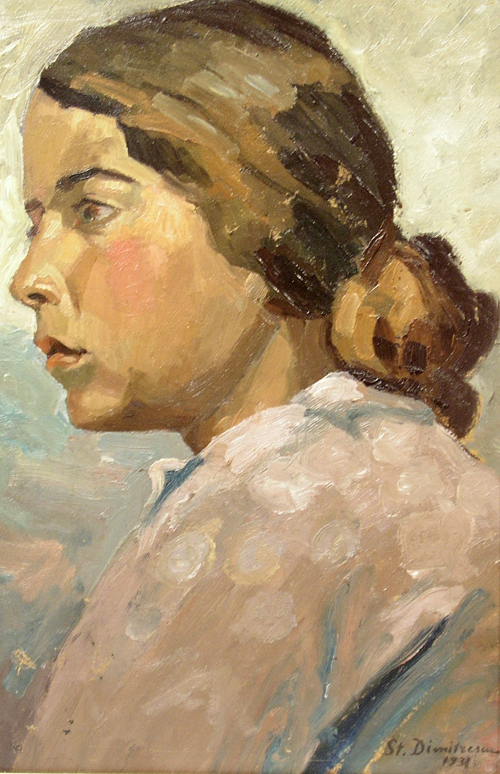
Femme de profil
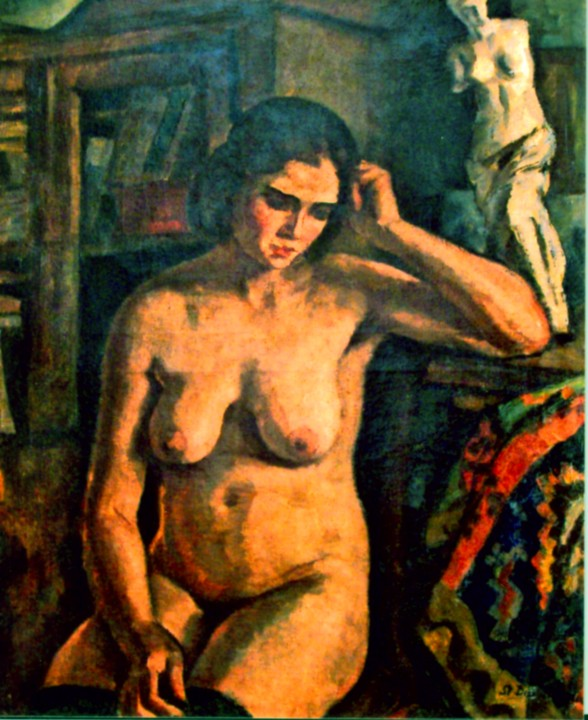
Étude de nu
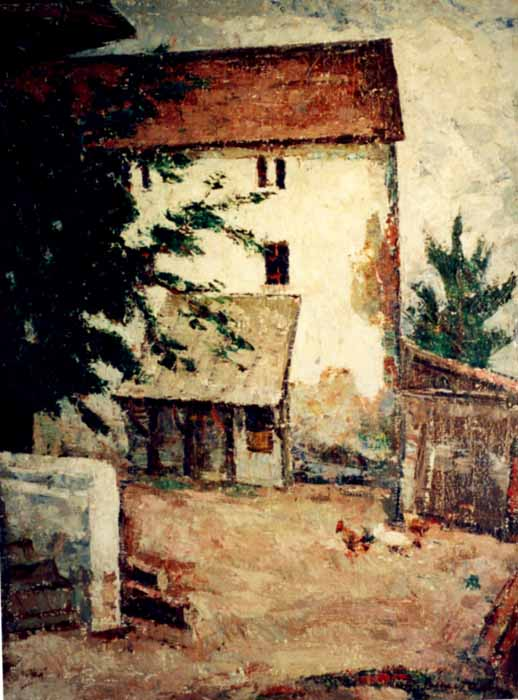
Maison
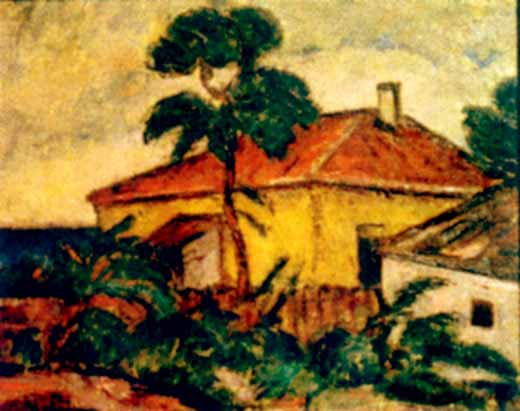
Paysage avec maison
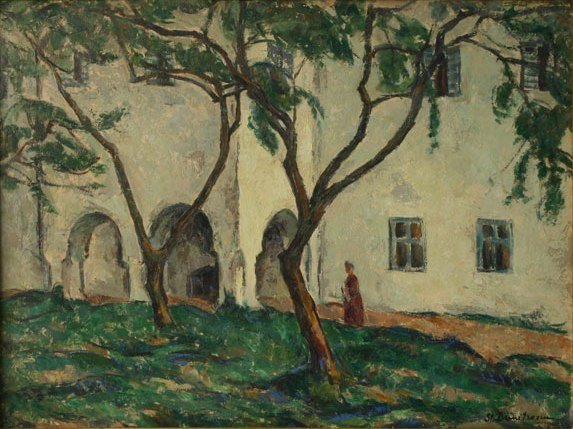
Maison de l'auteur un samedi
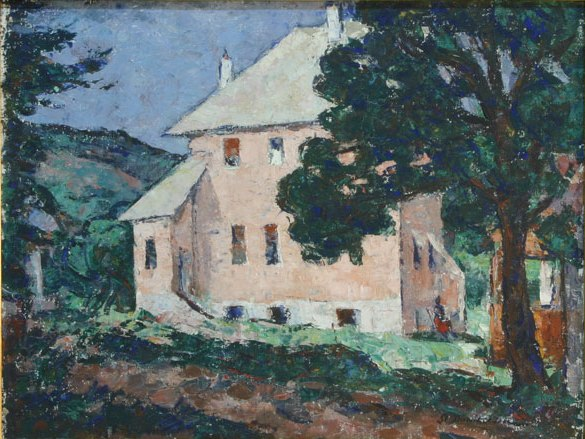
La maison rose
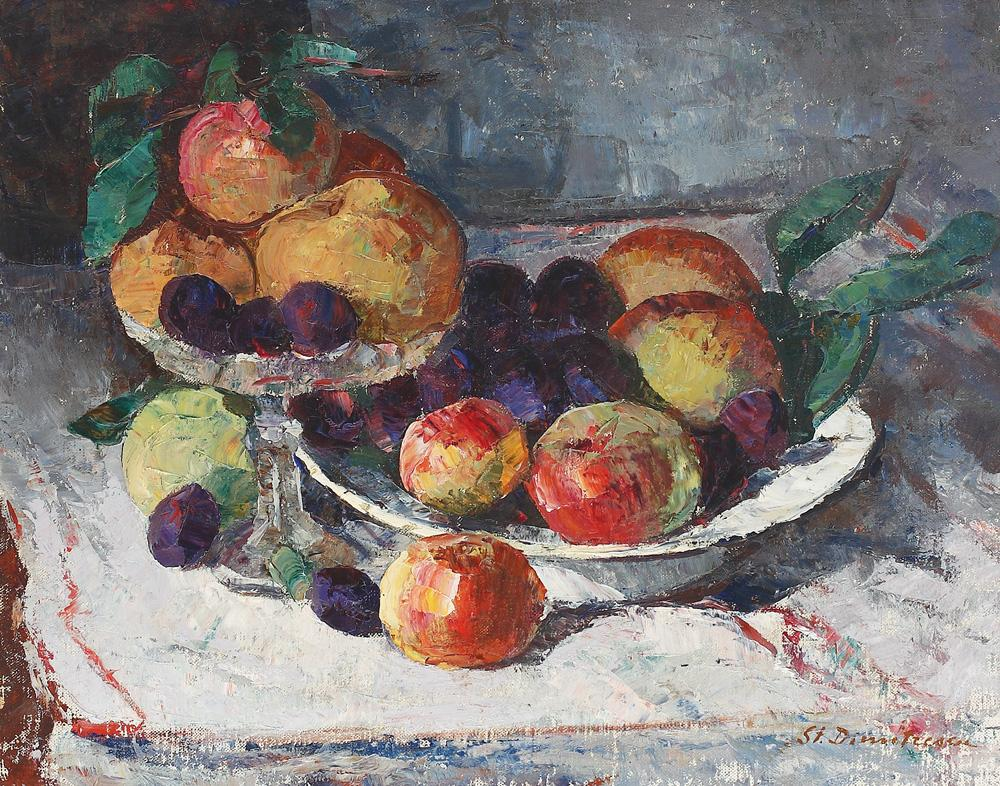
Nature morte au fruit
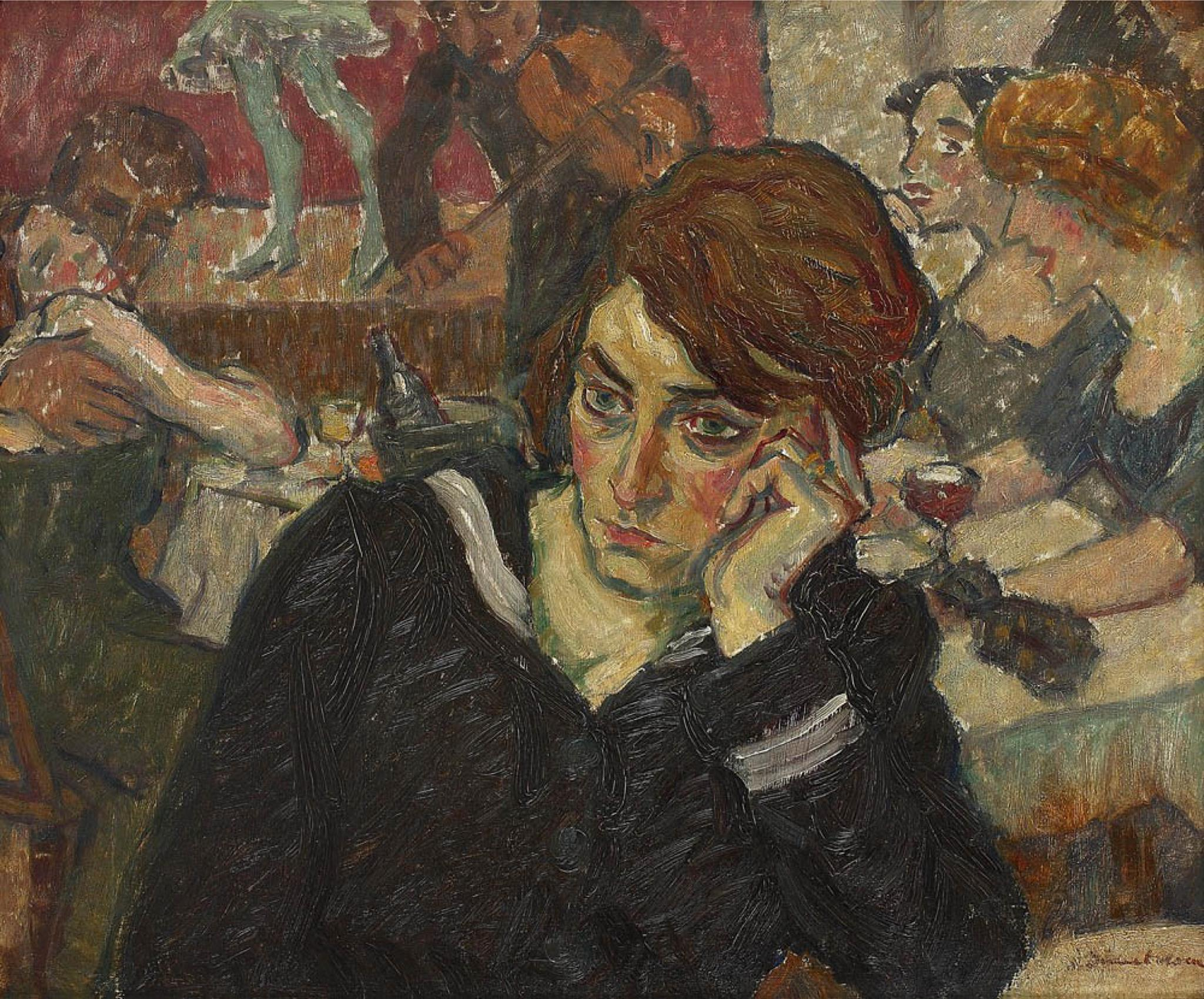
Cabaret
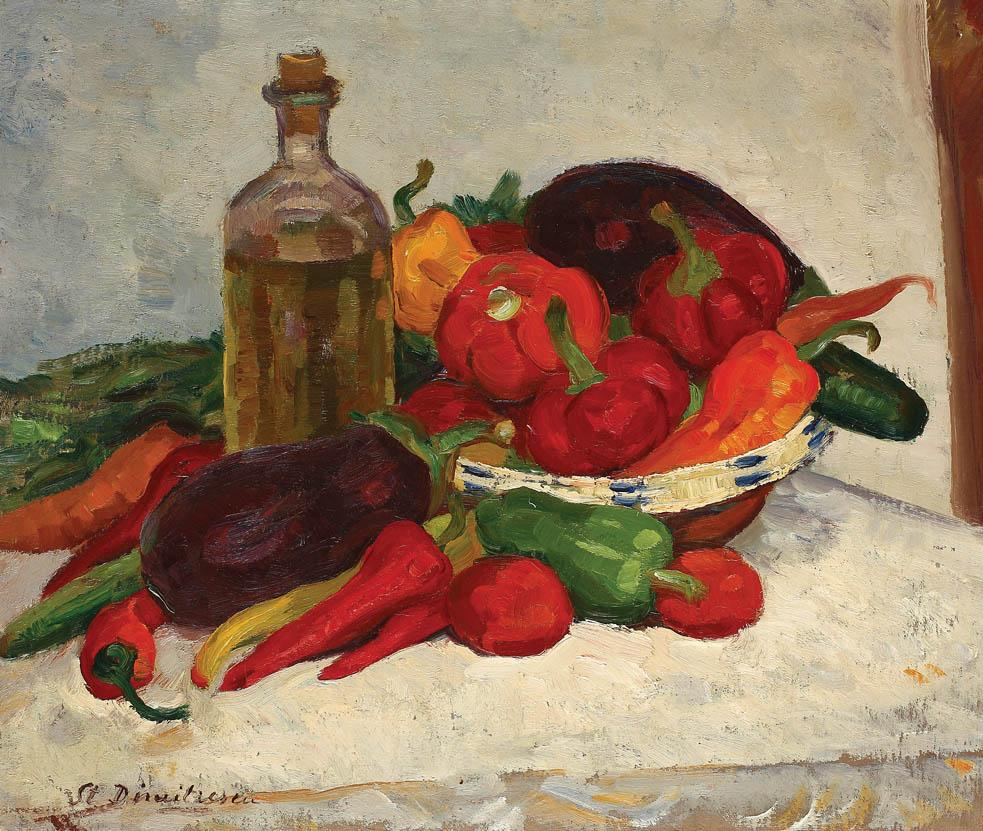
Nature morte au légume
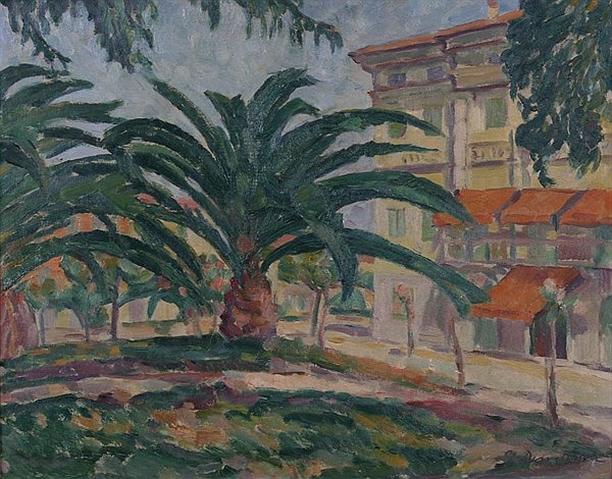
Viaregia - Italie (1921)
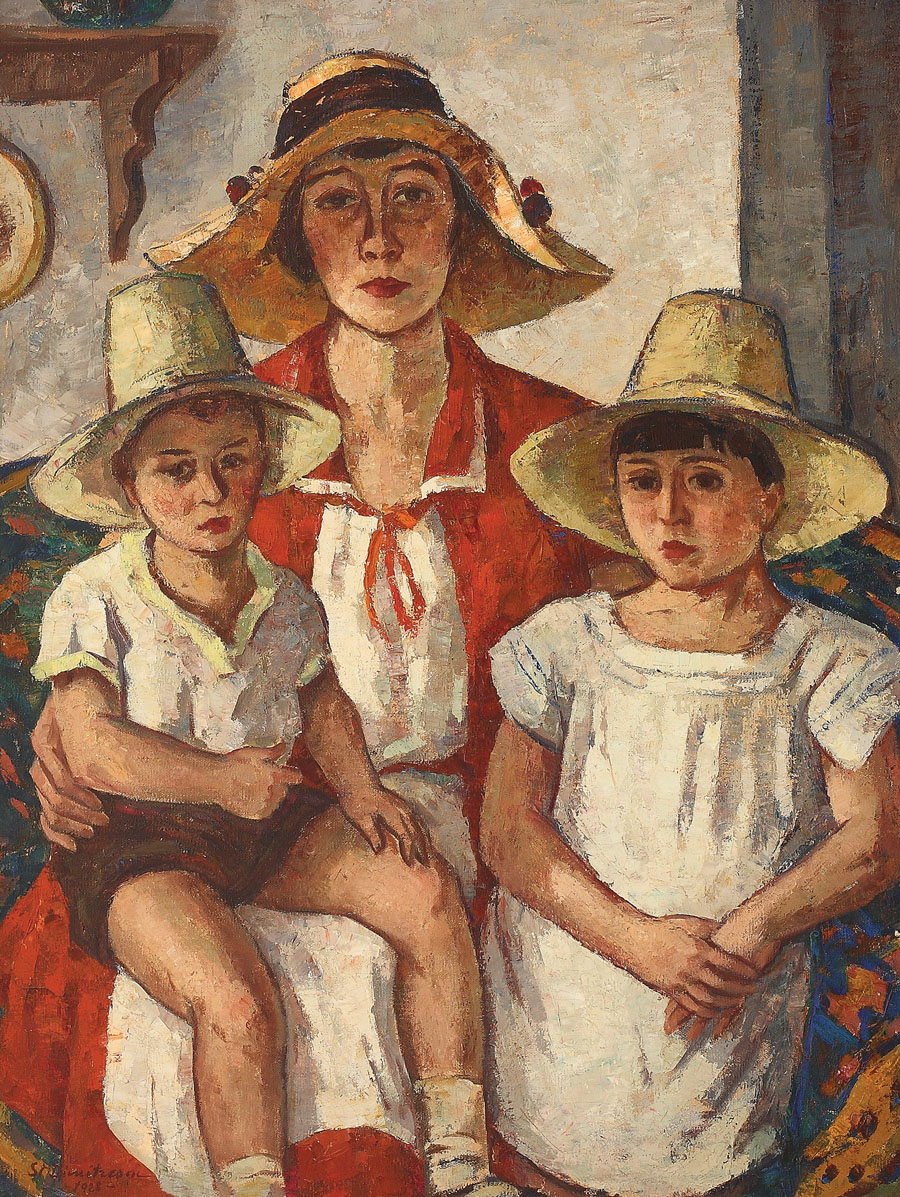
Maman avec ses enfants
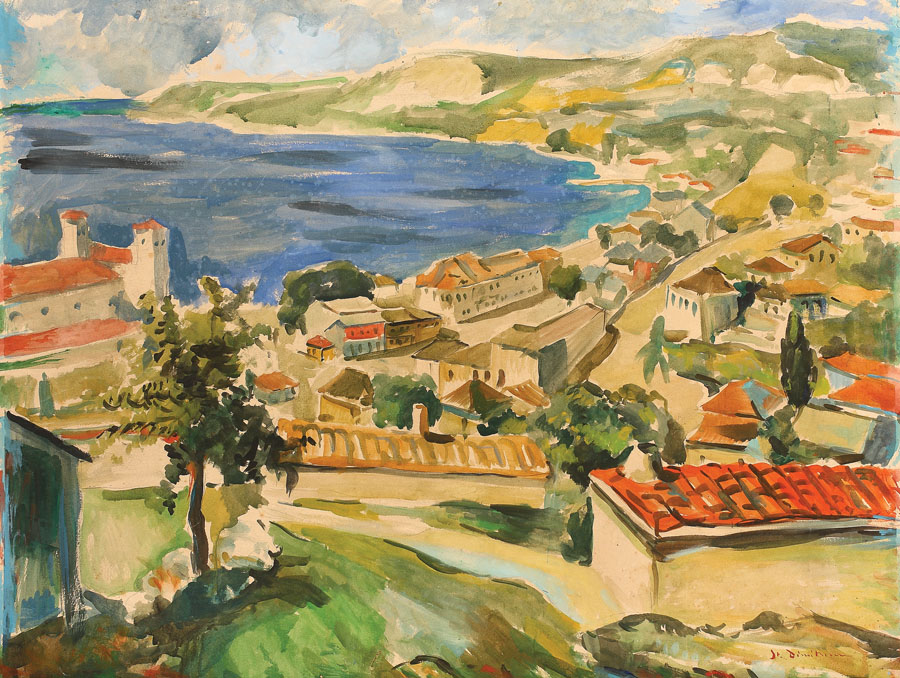
Balcic
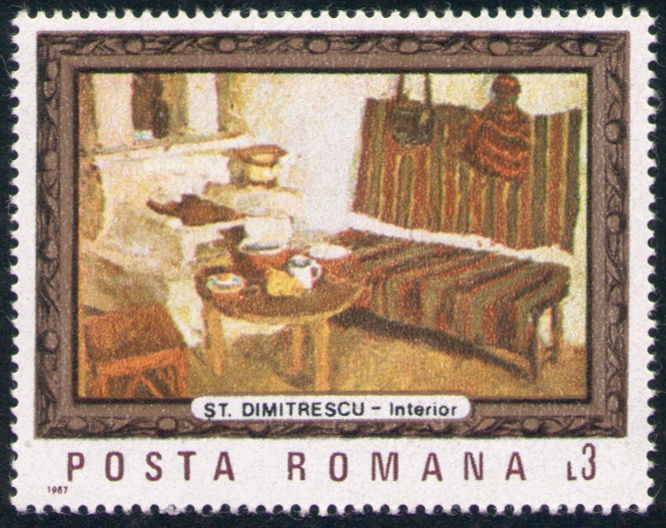
Timbre roumain de 1987 «Intérieur».
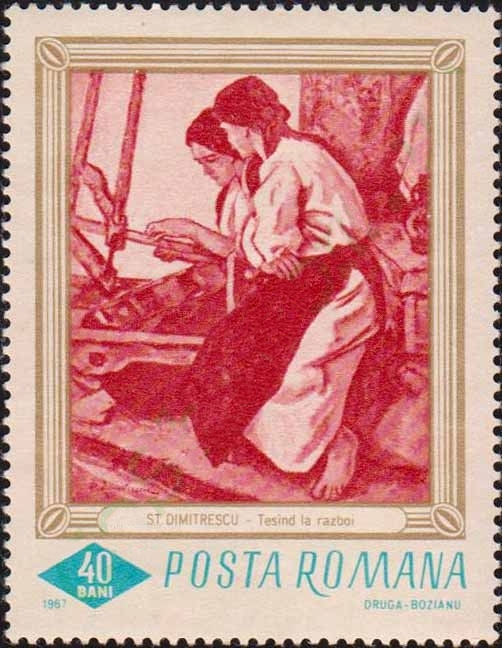
Timbre roumain de 1967.